# GSC
El Guide Star Catalog (GSC, inicials en anglès de Catàleg Guia Estel·lar) també conegut com a Hubble Space Telescope, Guide Catalog (HSTGC). És un catàleg estel·lar construït per donar suport al Telescopi Espacial Hubble cercant com a objectiu les estrelles fora de l'eix. Aquest catàleg conté aproximadament 20.000.000 d'estels amb magnituds aparents de 6 a 15.
Fins on l'abast és possible, les estrelles binàries i els objectes que no són estrelles han estat exclosos o assenyalats com que no compleixen les exigències dels sensors de guia fina.
Quan s'esmenta una entrada del catàleg, normalment heu d'escriure GSC FFFFF-NNNNN, o també GSCfffff0nnnnn (fffff0nnnnn). La seqüència F es refereix al codi de la regió del cel segons el Hubble.
Actualment es pot trobar la versió segona més llarga, coneguda com a Guide Star Catalog II (Catàleg Guia Estel·lar II).